# Stazione di Palagianello
La stazione di Palagianello è la stazione ferroviaria principale della città di Palagianello, in provincia di Taranto.

## Storia
La stazione di Palagianello venne attivata nel 2008, in sostituzione della vecchia stazione posta nel cuore del centro abitato, dove sono stati rimossi i vecchi binari e dove oggi sorge un'ampia isola pedonale. La stazione è posta al di fuori delle mura cittadine, nei pressi della zona industriale.

## Movimento
Vi fermano i treni regionali della Ferrovia Bari-Taranto, ad eccezione di alcuni che, dalla Stazione di Gioia del Colle proseguono direttamente verso la Stazione di Taranto.

## Servizi
- Bar
- Sottopassaggio